# Diospyros boiviniana
Diospyros boiviniana är en tvåhjärtbladig växtart som först beskrevs av Henri Ernest Baillon, och fick sitt nu gällande namn av George Edward Schatz och Porter Prescott Lowry. Diospyros boiviniana ingår i släktet Diospyros och familjen Ebenaceae. Inga underarter finns listade i Catalogue of Life.